# Ève Morcrette
Pour les articles homonymes, voir Morcrette.
 (juin 2014).
Ève Morcrette est une photographe française née à Suresnes en Île-de-France.

## Œuvre
Photographiant essentiellement des sujets féminins depuis ses débuts, Ève Morcrette commence à travailler son médium très tôt à Paris. L'artiste parle de son art comme d'un moyen d'arrêter le temps et en quelque sorte, de se jouer de lui. Qu'elles soient connues ou inconnues, ses modèles traduisent toutes une certaine idée de la féminité propre à l'artiste. Une féminité animale et discrète dont l'ambivalence fait toute la force.

## Prix et récompenses
- 2012, Aide exceptionnelle du CNAP
- 2006, Allocation matérielle de la DRAC Paris
- 2003, Lauréate Bretagne-Chine.
- 1999, Lauréate Attention Talent, décerné par la FNAC Région Ouest.
- 1986, Prix de la Jeune Photographie européenne. Exposition collective à la galerie Kunsthalle Schirm de Francfort, publication dans European Photography.
- 1984, Prix Air France - Exposition collective au Musée d'art moderne de la ville de Paris.

## Expositions personnelles
- 2009, Invitée d'honneur au FEPN[1], Arles.
- 2008, Saint-Pétersbourg, Russie.
- 2007,
  - 2e festival international de photographie, Galerie Absheron, Les bains et le bestiaire, Bakou, Azerbaïdjan.
  - 777, Nijni Novgorod, Russie.
- 2005, FIAP Jean Monnet[2], Voyage au Shandong, Paris.
- 2004, Maison Robert Doisneau, Voyage au Shandong, Gentilly.
- 2003, ELSA, Brésil.
- 1999,
  - Les Bains, Centre des Bords de Marne, Le Perreux.
  - Galerie 21, Tokyo.
  - ELSA, Le Mans et Angers.
- 1998, Mois de la Photo, Animaux, Atelier Demi-teinte, Paris.
- 1995, Identités, Galerie Aurus, Paris.
- 1992, Nus en couleurs, Café-concert Le Blues heure, Paris.

## Sélection d'expositions collectives
- 2014, Les Week-ends de la Chapelle, Josselin
- 2014, Promenades photographiques, Vendôme
- 2012, La Chapelle Bleue, Ploërmel
- 2010, Galerie La Nivelle, Saint-Jean-de-Luz.
- 2008, Galerie Le lieu Le couloir, Lorient.
- 2006, La conciergerie, La Seine des photographes, Paris.
- 2005, Grilles du Luxembourg, Instantanés d'un siècle, Paris.
- 2004,
  - Jinan, Chine pour l'année de la France en Chine.
  - Animort, Montbard.
  - Regards croisés au Parlement de Bretagne.
- 1987, Le Temps d'un mouvement, (publication dans le catalogue de l'exposition) Palais de Tokyo, Paris.

## Collections
Ève Morcrette est présente notamment dans les collections de la BNF, l'Arthothèque d'Évry, la BHVP, divers collections particulières, les collections de la FNAC, des villes de Gentilly et de Choisy-le-Roi.

## Diverses réalisations et publications (partiel)
- I, court-métrage de Jérôme de Missolz, diffusion France 2 et Arte (1995 et 1996).
- France 3 régionale (6 novembre 1998), Canal +, Nulle Part Ailleurs (18 février 2000), France 3 Bretagne (8 avril 2004), i>TELE (2012).
- Émissions radiophoniques Chambre solaire, reportages photographiques commandés par les architectes Bernard Deroeux et Olivier Foures sur la Maison européenne de la photographie, hôtel de Cantobre, le CENCEP, iconographie de l'Agenda de la Photo 2004.
- publications dans Libération, l'Autre Journal, Photo-Reporter, Télérama, Photoplus, Photos-Nouvelles, Véra Iconica, Images, Refoto, Le Monde diplomatique, couverture du livre MARIONS-LES (édité par la Fédération du prêt-à-porter féminin réalisé par Christian Caujolle.
- ELSA, éditions Subervie (monographie).
- couverture du livre LOLITAS de Patrice Lamarre, éditions La Musardine.
- La photographie entre histoire et poésie, collection FNAC, éditions Mazzotta.
- Affiche pour le théâtre de l'Odéon : Les Barbares, février 2003.